# Banco de Tapitas
Banco de Tapitas es una ONG sin ánimo de lucro. Inició sus operaciones el 17 de octubre de 2015, con tres sedes iniciales en Querétaro, Ciudad de México y Monterrey. El objetivo de la organización es la colecta y reciclaje de tapitas de plástico para pagar tratamientos y/o traslado de niños con cáncer con el fin de su recuperación.
Esta organización inició como un movimiento estudiantil del Instituto Tecnológico de Monterrey, Universidad Tec milenio y Universidad del Valle de México.

## Historia
- En junio de 2016 el Ing. Iván Lomelí Avendaño se integra al proyecto
- En 2017 se concretan alianzas con la red de voluntarios de la ONU
- En 2019 el Municipio de Corregidora dona un terreno para la construcción del primer albergue ecológico del bajío[2]
- En enero de 2020, Banco de Tapitas cumple los requisitos y se vuelve parte de Charities Aid Foundation of America[3]
- En 2020, el Centro Mexicano de Filantropía otorga el más alto grado de institucionalidad y transparencia a la organización[4]
- Inicios de 2021 se inicia la campaña con Fundación Soriana y Head and Shoulders con Yalitza Aparicio en fomentación de donación de pelucas oncológicas[5]
- En abril de 2022 se coloca la primera piedra para la construcción de Casa Tapitas[6]